# Ariston från Chios
Ariston var en grekisk stoiker från Chios, verksam omkring 275 f. Kr. Ariston var lärjunge till Zenon från Kition, från vars lärosystem han väsentligt avvek.